# ريغي نيكلسون
ريغي نيكلسون (بالإنجليزية: Reggie Nicholson)‏ هو موسيقي أمريكي، ولد في القرن العشرين في شيكاغو في الولايات المتحدة.

## وصلات خارجية
- ريغي نيكلسون على موقع ميوزك برينز (الإنجليزية)
- ريغي نيكلسون على موقع أول ميوزيك (الإنجليزية)
- ريغي نيكلسون على موقع ديسكوغز (الإنجليزية)